# Андерсон Піко
Андерсон да Сілвейра Рібейру (порт.-браз. Anderson da Silveira Ribeiro), більш відомий як Андерсон Піко (порт.-браз. Anderson Pico; нар. 4 листопада 1988, Порту-Алегрі) — бразильський футболіст, лівий захисник.

## Кар'єра
Народився 4 листопада 1988 року в Південній Бразилії в місті Порту-Алегрі. Професіональну кар'єру розпочав у місцевому «Греміу».
5 вересня 2014 року переїхав до Ріо-де-Жанейро і став гравцем «Фламенгу».
Наприкінці серпня 2015 року був орендований дніпропетровським «Дніпром» терміном на 1 рік. Після завершення оренди дніпровський клуб не забажав викупати контракт бразильця. Однак улітку 2016 року Піко розірвав контракт із «Фламенгу» й підписав новий контракт із «Дніпром». Узимку 2016/17 залишив дніпровську команду.